# Hemicalyptris isemera
Hemicalyptris isemera är en fjärilsart som beskrevs av Edward Meyrick 1933. Hemicalyptris isemera ingår i släktet Hemicalyptris och familjen signalmalar. Inga underarter finns listade i Catalogue of Life.